# Catedral del Buen Pastor (San Sebastián)
La catedral del Buen Pastor (en euskera: Artzain Onaren katedrala) es la sede de la diócesis de San Sebastián, perteneciente a la archidiócesis de Pamplona, ubicada en San Sebastián, Guipúzcoa, País Vasco, España. Es el edificio religioso más notorio de la capital guipuzcoana, dotado de una acusada verticalidad, y el más grande de Guipúzcoa. Su construcción tuvo lugar en los últimos años del siglo XIX en un estilo historicista neogótico. Desde 1953 ostenta el rango de catedral.

## Historia
En 1881, mediante Real Orden, se adoptó para San Sebastián una nueva división parroquial que incluía la creación de una parroquia, reclamada desde hacía años por los habitantes de la zona, en la parte meridional de la ciudad, lo que luego se llamaría el Ensanche de Amara. En agosto de 1887 el Ayuntamiento cedió un terreno entre el río Urumea y la Playa de la Concha, ocupado por arenales y marismas, para la construcción del templo. Hasta que éste estuvo terminado, las necesidades espirituales de la feligresía local fueron satisfechas por una parroquia provisional, consagrada al Sagrado Corazón de Jesús; inaugurado en marzo de 1888, este templo rudimentario estaba hecho de madera y se situaba entre las calles de Loyola y el Príncipe, en el cercano y antiguo Mercado de San Martín.

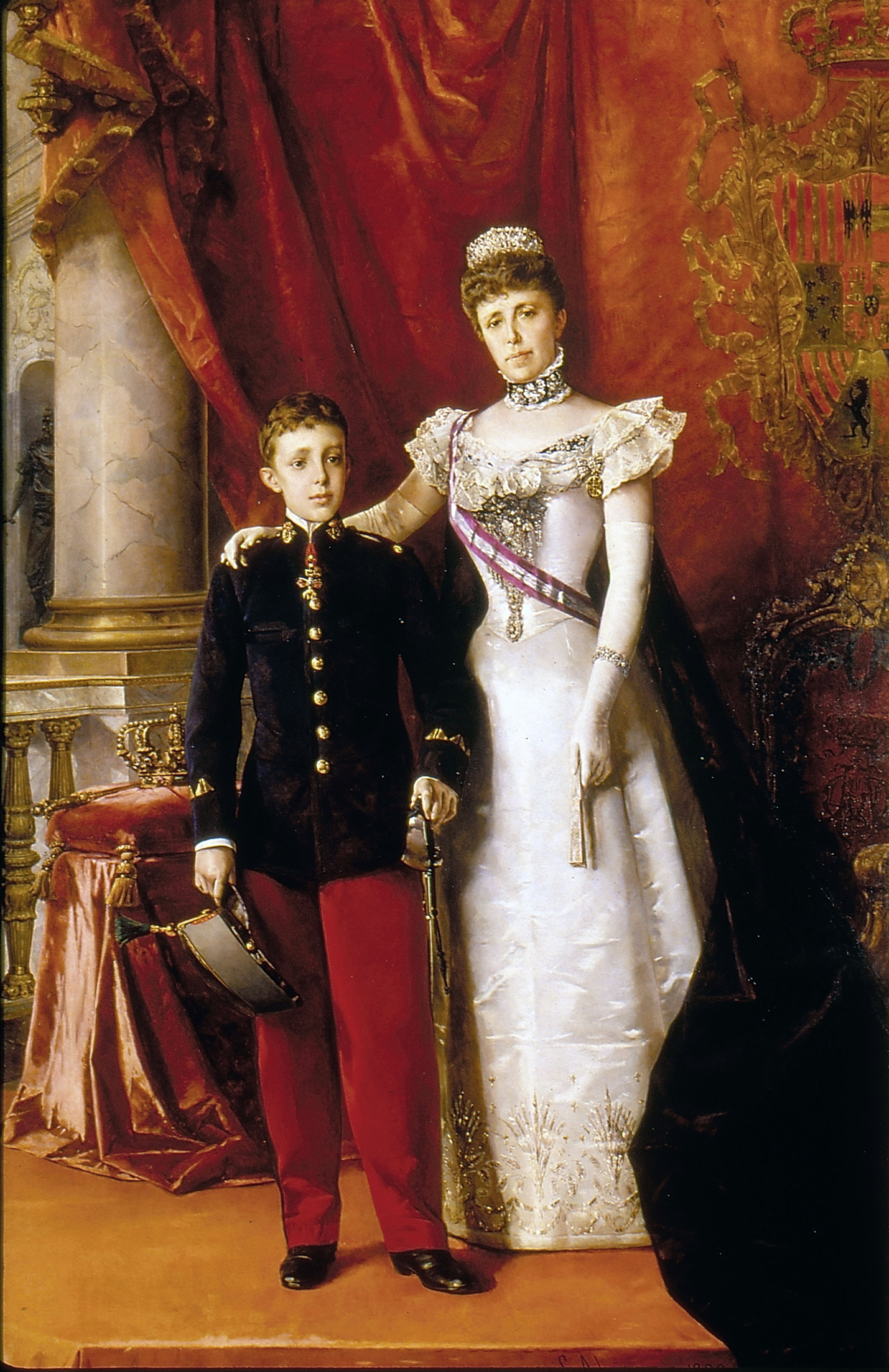
La reina regente, María Cristina de Austria, y su hijo, el rey Alfonso XIII, inauguraron el templo en 1897

En diciembre de 1887 una junta constructora presidida por el arcipreste Martín Lorenzo de Urizar Zalduegui-Ariño definió las bases del concurso de proyectos y prefijó un presupuesto de 750 000 pesetas, así como la capacidad del templo y su estilo arquitectónico, que debía ser neogótico. Los proyectos presentados fueron cuatro, siendo elegido el trazado por el arquitecto donostiarra Manuel Echave, a quien le fue encomendada la dirección de las obras. La nueva iglesia tomaría la advocación del Buen Pastor.
A la colocación de la primera piedra se invitó a la familia real española, que se encontraba veraneando en la ciudad. Los actos tuvieron lugar el 29 de septiembre de 1888. La reina regente, María Cristina, sus hijos y el infante Antonio de Orleans y Borbón, junto con ministros y demás autoridades, asistieron a la solemne misa que el prelado diocesano Mariano Miguel Gómez celebró en la parroquia provisional del Sagrado Corazón. Finalizada la ceremonia, la regia comitiva se trasladó al solar destinado al nuevo templo y allí procedió a colocar la primera piedra, que cubrió una caja de plomo, en la que se encerraron los retratos del Papa y de la familia real, varias monedas de la época y ejemplares de la Gaceta de Madrid y del Boletín Eclesiástico. El acta de la ceremonia fue suscrita por el rey niño Alfonso XIII, de dos años y cuatro meses de edad, para lo que su madre le hubo de llevar la mano, siendo la primera vez en que el monarca estampara su firma en un documento oficial.
Echave pasó a ejecutar las obras teniendo como maestro de las mismas a José Vicente Mendía y, tras fallecer este, al maestro cantero Agustín de Zumalabe. Las labores de cimentación exigieron un escrupuloso drenaje del solar, hasta dar con arena consolidada. Para la arquitectura general se eligió piedra arenisca de las canteras del monte Igueldo; las bóvedas fueron confeccionadas con toba procedente de Ocio (Álava) y la pizarra de las cubiertas se trajo de Angers (Francia). Los operarios fueron todos vascos. Para la talla de piedra de los capiteles, adornos, ventanales y agujas que decoran el interior y el exterior se aceptaron los modelos presentados por el artista local Julio Gargallo. 

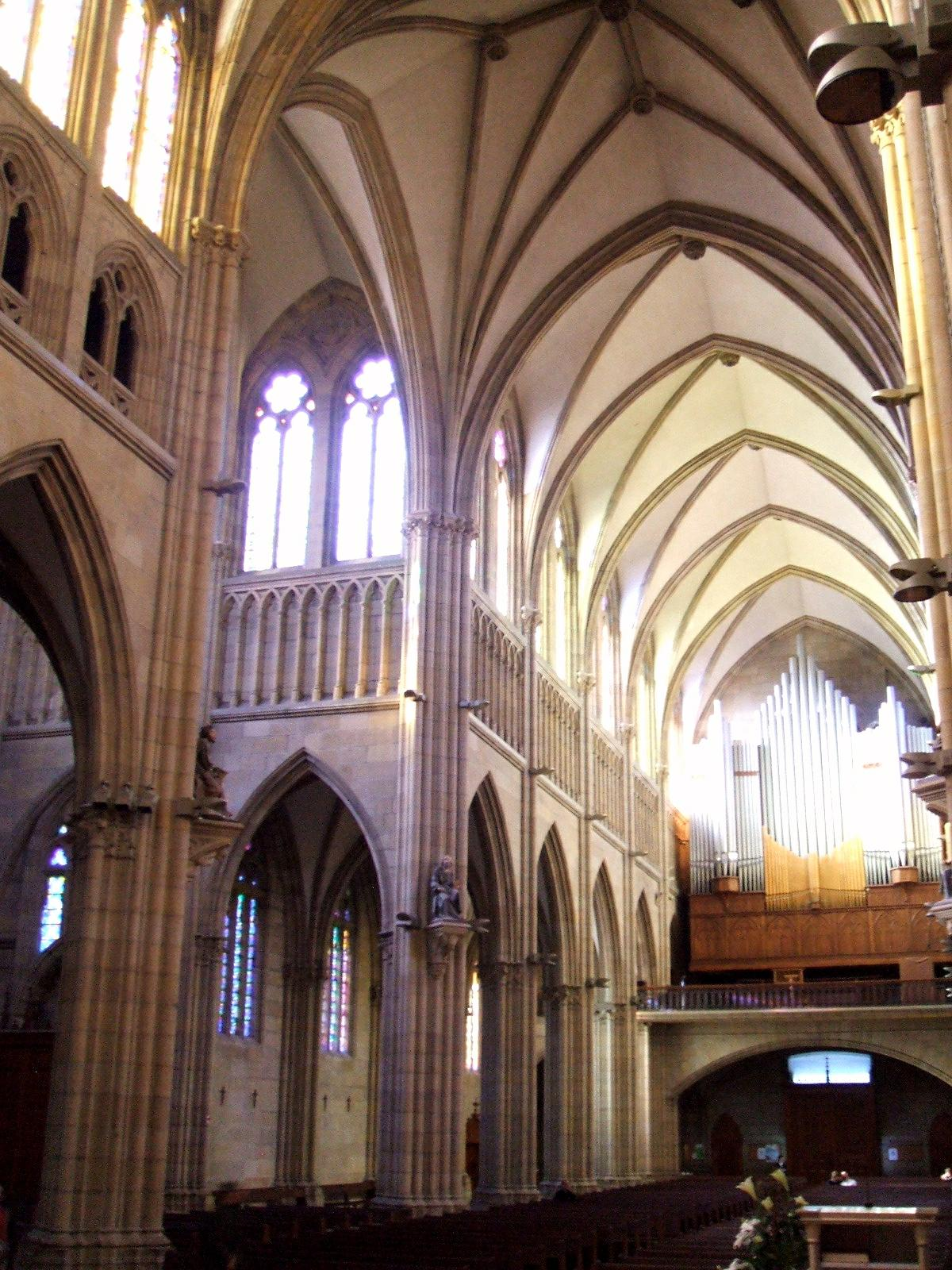
Interior

Tras sólo nueve años de obras (incluidos los casi dos en que éstas estuvieron suspendidas por falta de recursos, además de que la torre aún no estaba rematada), la iglesia del Buen Pastor fue consagrada al culto el 30 de julio de 1897. De nuevo, asistió al magno acto la familia real, con la reina regente María Cristina, el rey Alfonso XIII y la infanta María Teresa. La misa fue oficiada por Ramón Fernández de Piérola, obispo de Vitoria, diócesis a la que entonces pertenecía Guipúzcoa. La torre quedó terminada en 1899 bajo la dirección de Ramón Cortázar. Al final, la construcción del templo costó más de 1 500 000 pesetas, y eso sin incluir los altares y retablos.
De acuerdo a la bula papal Quo commodus del 2 de noviembre de 1949, en 1950 se segregaron de la Diócesis vitoriana las provincias de Vizcaya y Guipúzcoa, constituyéndose las diócesis de Bilbao y San Sebastián. El primer prelado fue el eclesiástico catalán Jaume Font i Andreu, nombrado para el cargo el 13 de mayo de 1950 y en funciones desde el 3 de septiembre de ese año. Surgiendo la necesidad de escoger un templo donostiarra para servir de sede de la Diócesis local, el escogido fue, por su magnificencia y modernidad, el del Buen Pastor. El 30 de julio de 1953, finalmente, el templo adquirió el rango catedralicio con la consagración del nuevo altar mayor, fungiendo de párroco Ignacio Lasquibar Olaciregui, al que en 1954 tomó el relevo Román Mendiguchia.
Terminaron entonces cuatro años de reformas y modificaciones, necesarias para acondicionar el templo conforme a su nuevo uso diocesano. Así, se transformó por completo el presbiterio con la instalación de una nueva mesa y la retirada del altar mayor original, de estilo neogótico florido, tallado en madera de cedro por los talleres barceloneses de Juan Riera, que fue reemplazado por una sillería para el servicio coral y por la imagen del Buen Pastor; la capilla de la Inmaculada fue transformada en sala capitular; y la capilla del Cristo, en la cripta, se convirtió en la nueva sacristía parroquial, quedando la anterior sacristía para el servicio exclusivo del cabildo.
En 1972, siendo obispo Jacinto Argaya Goicoechea y con motivo del 75.º aniversario de su inauguración, se acometió una segunda reforma del templo. Entonces, fueron retirados el púlpito neogótico, obra del artista donostiarra Nicolás Medive, que estaba adosado a uno de los pilares, y los altares dedicados a la Dolorosa, la Virgen del Rosario y la Virgen del Pilar. También, se restauraron tejados y vidrieras, se limpiaron muros y bóvedas, se sustituyó el antiguo suelo de roble americano por otro de mármol, se mejoró la iluminación interior y se instalaron nuevos bancos.

## Descripción

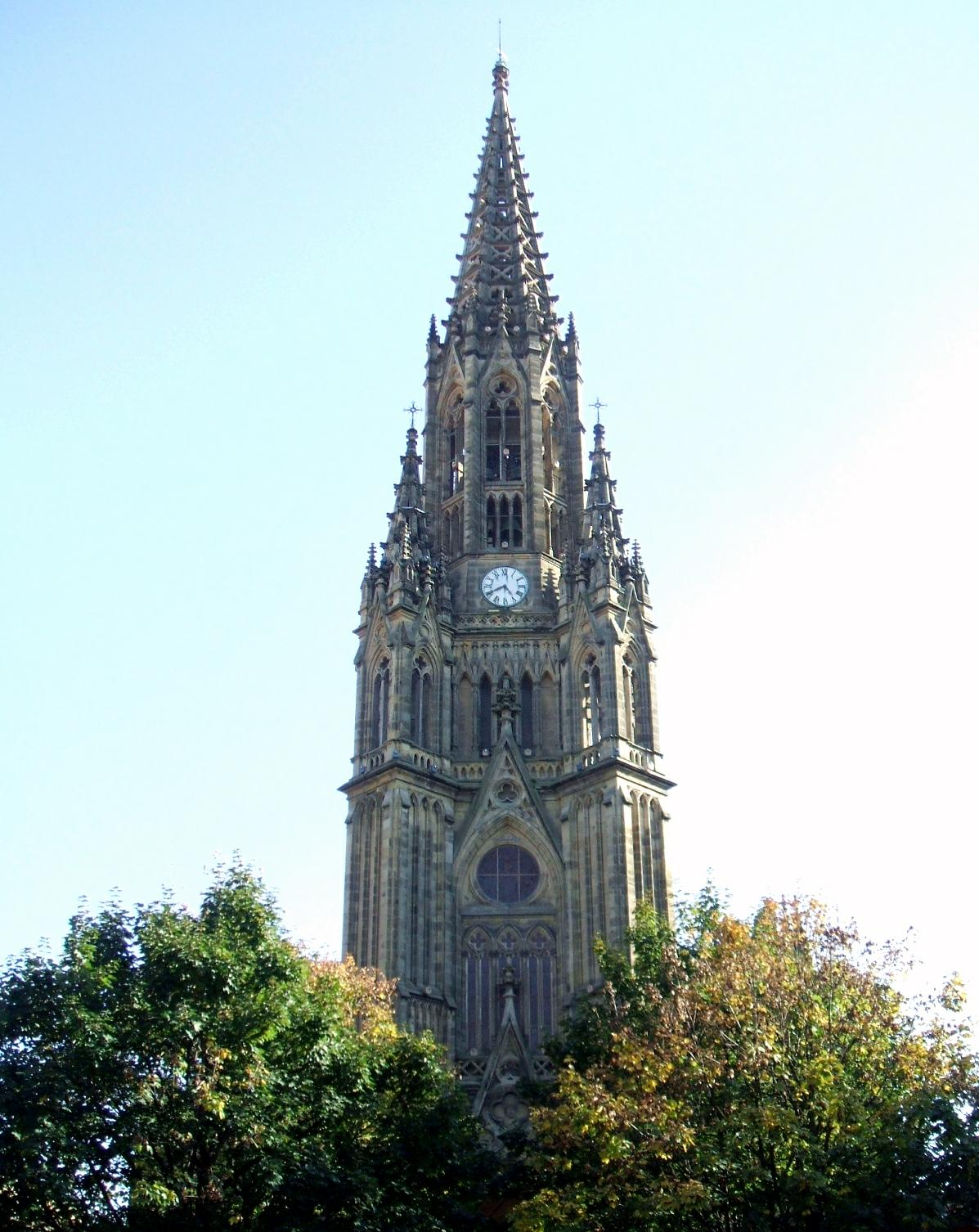
Aspecto de la torre-aguja

En el proyecto de obra del arquitecto Echave, quien al parecer se inspiró en la catedral de Colonia, constan las medidas del templo: una superficie de 1.915 metros cuadrados, una altura de las naves de 25 metros, una torre de 75 metros, una nave central de 64 metros de longitud por 36 de anchura máxima en su crucero, y un aforo de 4.000 personas.
Se trata de una iglesia con planta de cruz latina, tres naves longitudinales, nave transversal o crucero y cabecera pentagonal. Carece de girola. Los dos hastiales del transepto alojan dos grandes ventanales-rosetones que acentúan la luminosidad interior del templo. Las naves hasta el crucero, de las que es más ancha y elevada la central, se segmentan en cinco tramos cubiertos con bóvedas barlongas de crucería simple. Los dos brazos del transepto constan de dos tramos abovedados de igual manera. El crucero es el único tramo que presenta crucería compleja, al incorporar terceletes entre los nervios principales. Desde el crucero hasta la cabecera, las naves se prolongan con otros tres tramos. En este espacio posterior las naves laterales se convierten en cuatro, dos a cada lado, hasta igualar la anchura del transepto, dando como resultado sendos espacios de igual altura divididos en seis tramos y separados por cuatro pilares. La esbelta torre-campanario, situada sobre el pórtico de entrada, se inspira claramente en las agujas de la catedral de Colonia. El conjunto de pilastas y contrafuertes rematadas en pináculos y de gabletes rematados en cogollos realzan la verticalidad de todo el edificio.

### Mobiliario interior
La Capilla Mayor, desde la reforma de 1972, aparece austeramente guarnecida por una sillería coral trabajada por la casa Goicoechea y Arín, de Vitoria. Sobre ella, posada sobre una peana que cuelga del ochavo central del ábside, la talla del Buen Pastor, que estuvo en el primitivo altar mayor neogótico. Es obra del artista barcelonés José Llimona, autor también de la tallas de los Cuatro Evangelistas, procedentes asimismo del viejo altar y hoy colocadas en los pilares del crucero. Bajo los rosetones del transepto el proyecto inicial contemplaba sendas puertas que finalmente fueron sustituidas por dos retablos, de estilo neogótico y dorados, colocados las advocaciones del Sagrado Corazón de Jesús y la Inmaculada Concepción de María. Fueron instalados respectivamente en 1907 y 1917. Otros elementos de interés son los retablos y altares de la Sagrada Familia, la Virgen del Carmen, San Antonio y San Francisco de Asís, obras de Julio Gargallo. Este artista trabajó también en los altares de Santa Teresa y de la Virgen del Perpetuo Socorro. La talla sedente de la Virgen del Rosario presidió un altar suprimido en 1972.

### Cripta
Situada bajo el presbiterio, hace funciones de sacristía parroquial desde la reforma de 1949-1953. En ella descansan los restos del primer párroco, Martín Lorenzo de Urizar.

### Vidrieras

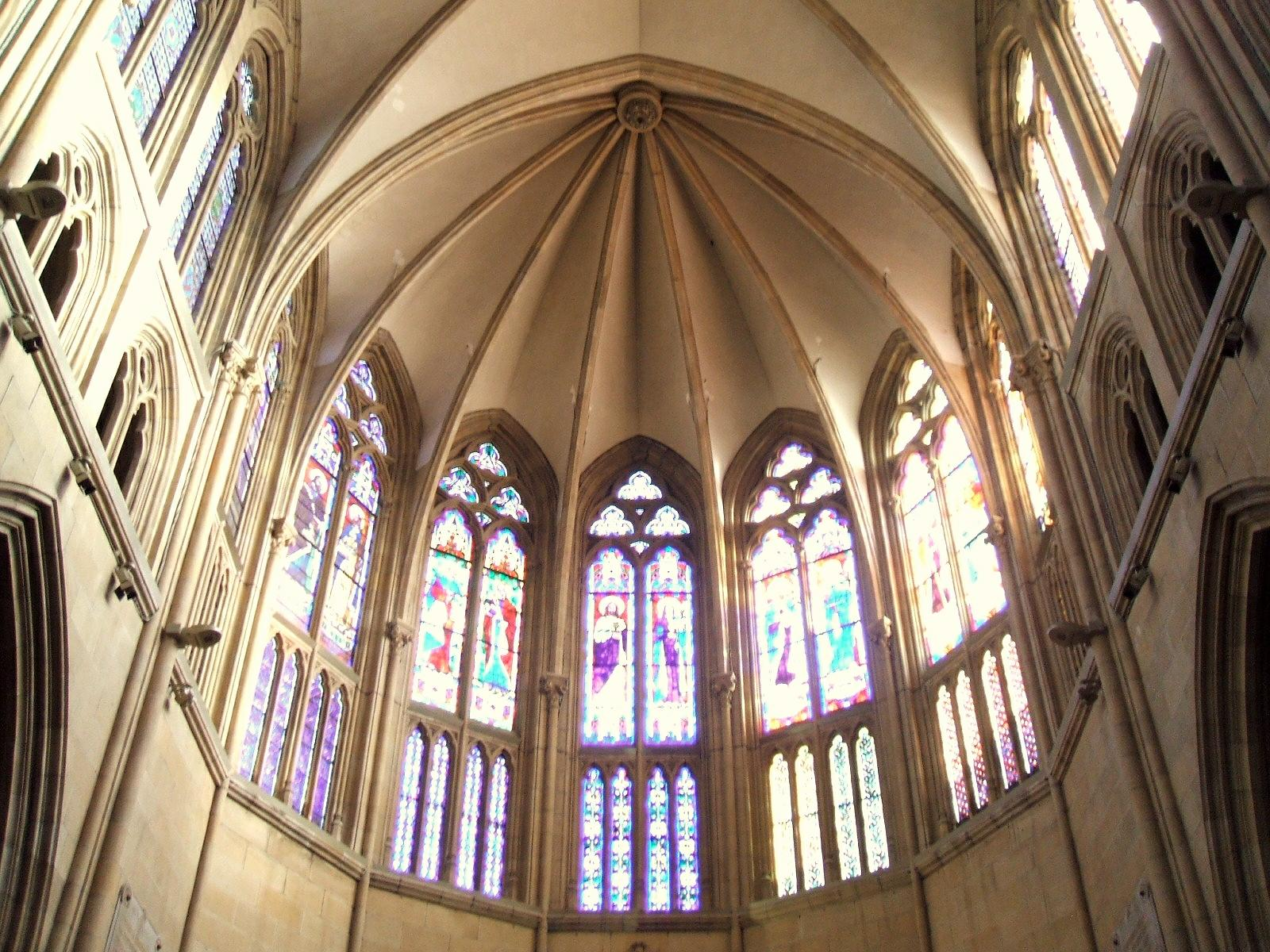
Vidrieras de la cabecera

Fueron proyectadas por Juan Bautista Lázaro y fabricadas por las casas Bolinaga y Cía., de León, y Pujol, de Barcelona. Las que cierran las siete ventanas dobles del ábside representan a los doce apóstoles y los Sagrados Corazones de Jesús y María. También dispone de vidrieras figurativas en el baptisterio. El resto de las vidrieras se incorporan en ventanas dobles (parte superior) y triples (parte inferior), y recorren la mayor parte de los muros laterales. Dos rosetones se abren en los testeros del transepto.

### Órgano
El órgano actual, segundo de los tenidos por la catedral, fue inaugurado en el coro alto del templo en 1954. Según datos publicados entonces, se trataba del mayor órgano de España y de uno de los mayores de Europa. Su consola principal consta de cinco teclados para manos, uno de pies y 106 registros; además, en el presbiterio se sitúa un órgano de ecos con dos teclados manuales, pedalero y 20 registros. El órgano coral alberga en su interior y exterior 9.535 tubos sonoros, el mayor de los cuales mide 10 metros. Su peso alcanza las 30 toneladas. El enorme instrumento fue costeado, por un precio de más de 1,5 millones de pesetas, gracias al legado del donostiarra Fermín Lasala, duque de Mandas (1832-1917). Fue construido en 1953 por Organería Española, de Azpeitia, y sus ventiladores, de varios caballos de potencia, fueron adquiridos a la casa Meindinger de Basilea.

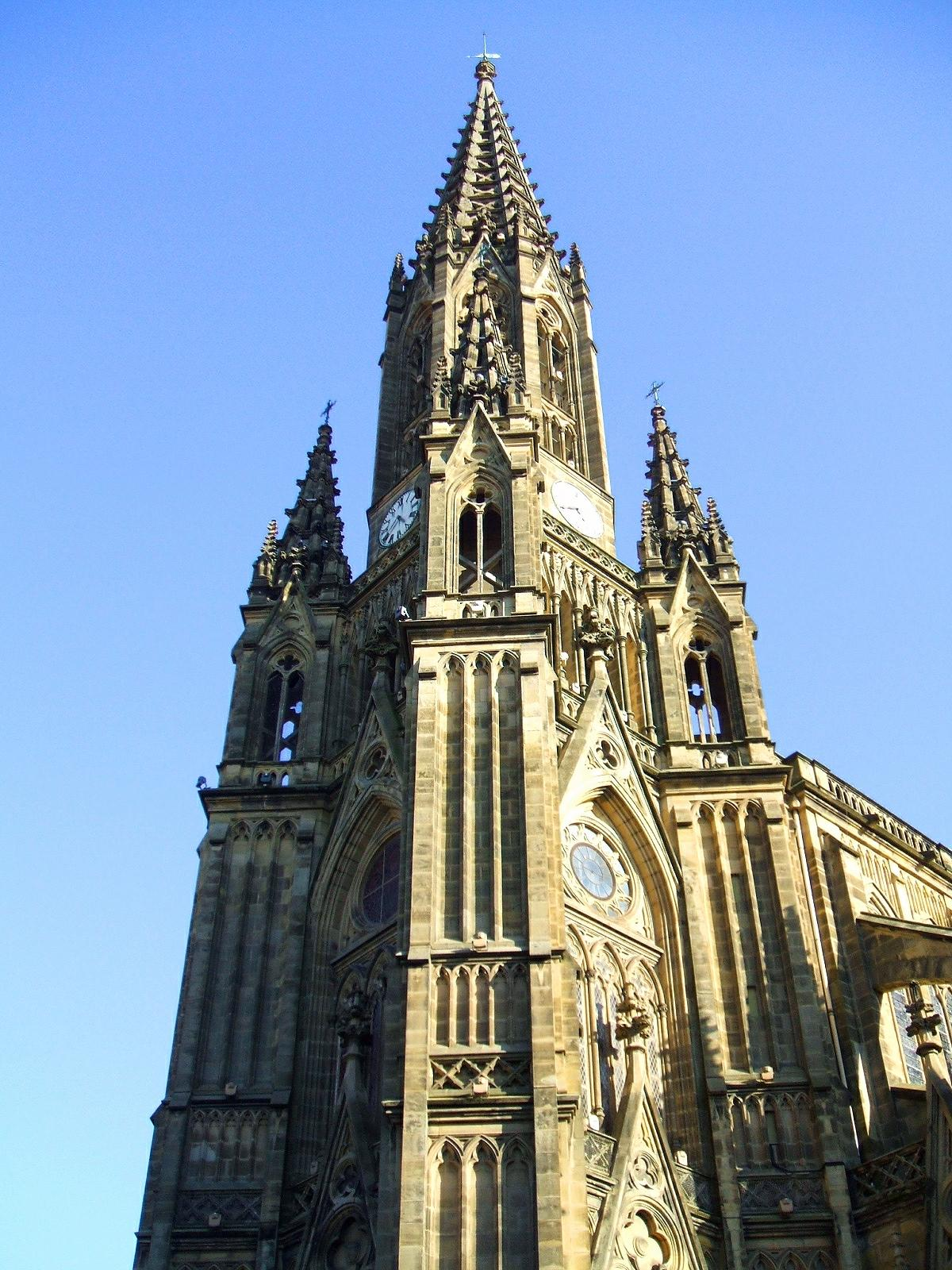
Torre
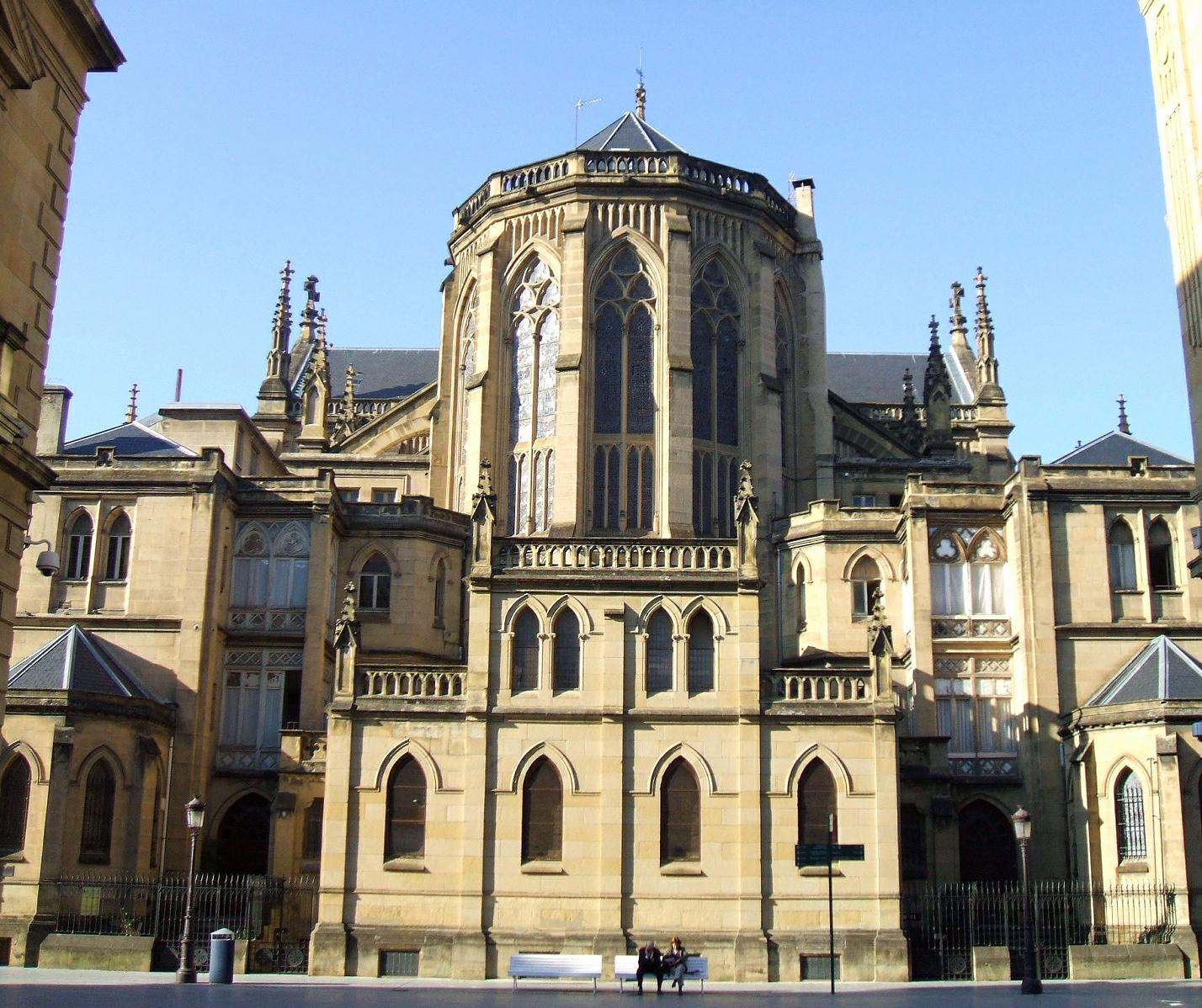
Ábside
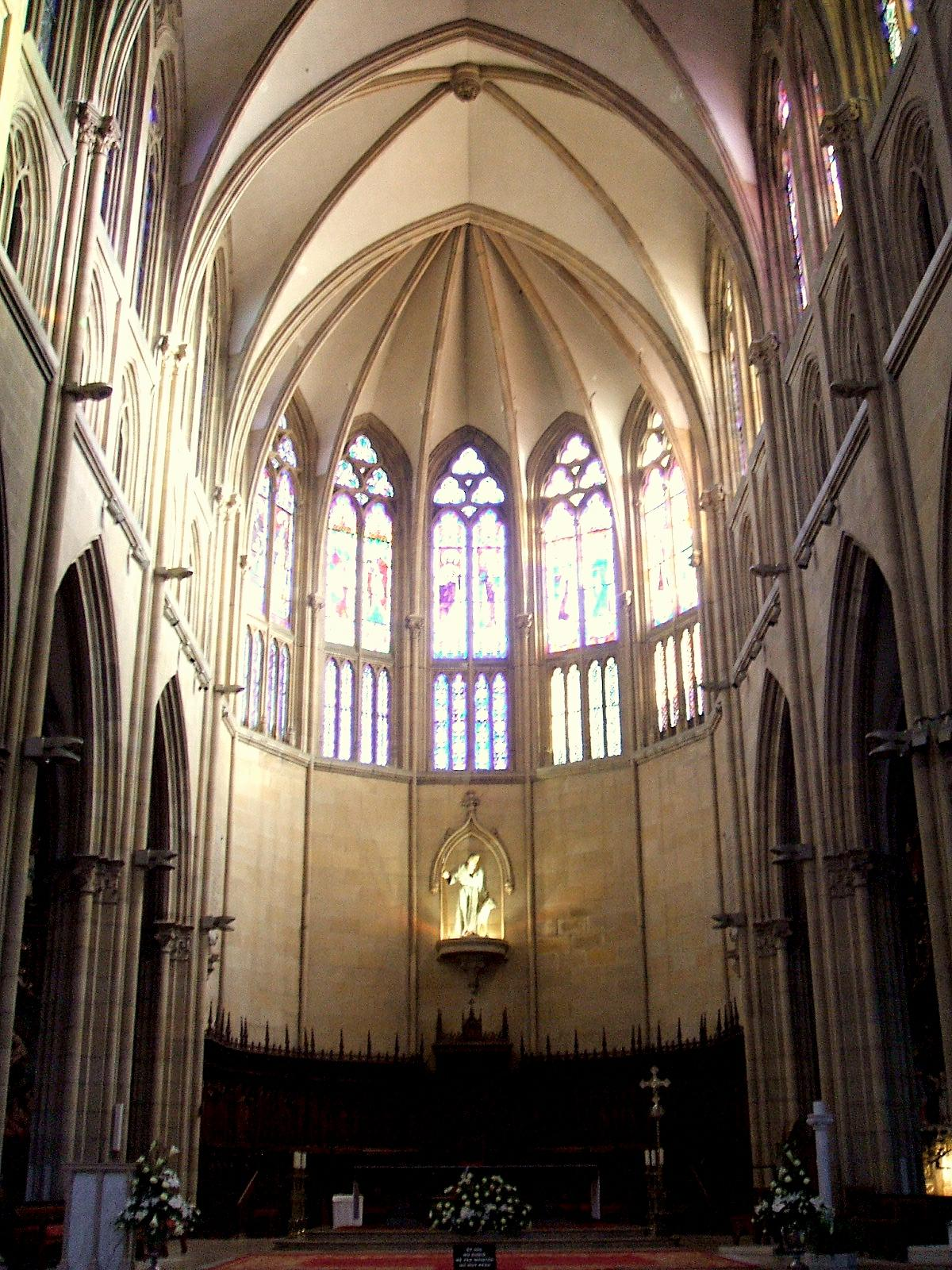
Cabecera
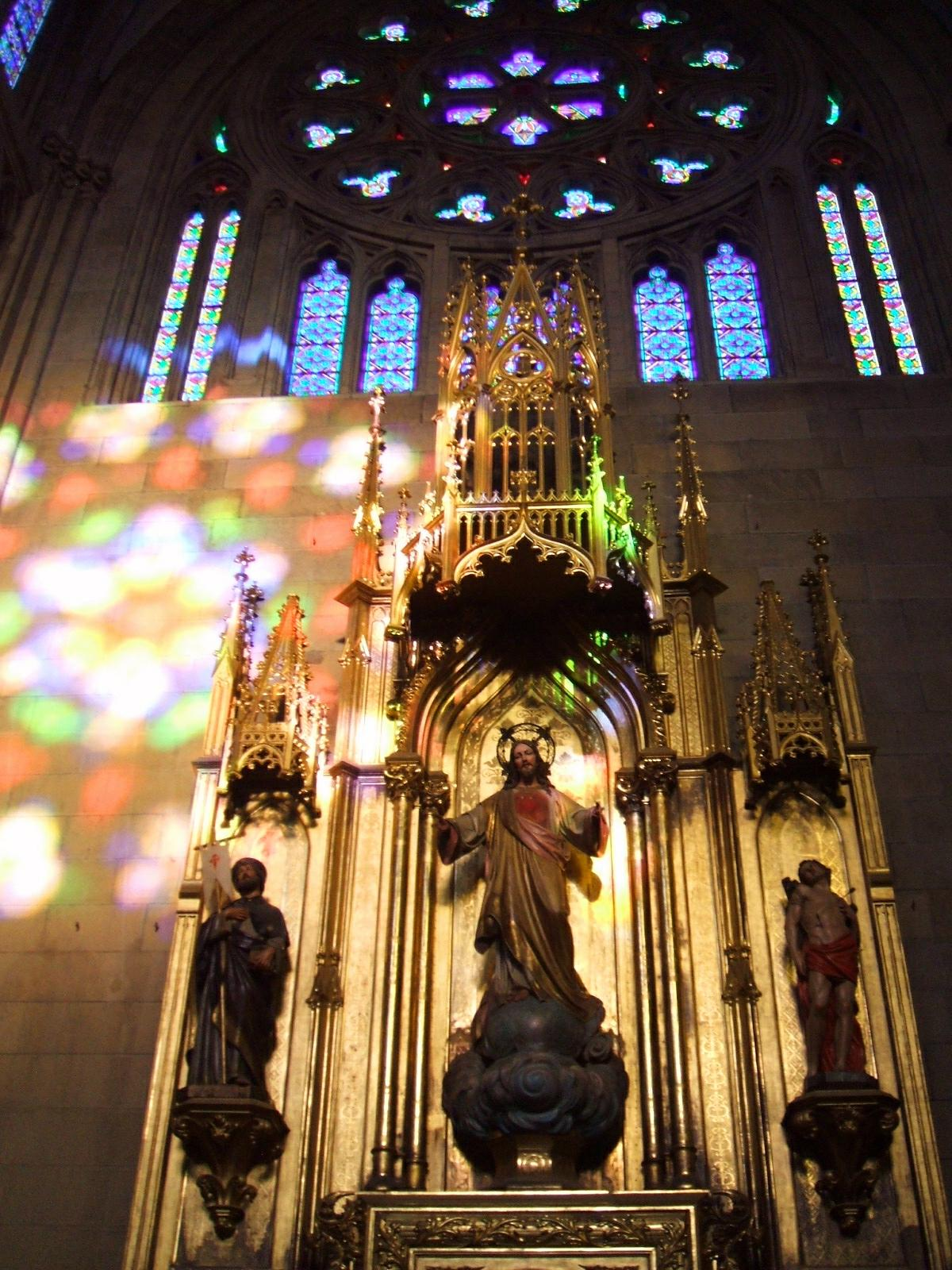
Retablo del Sagrado Corazón de Jesús
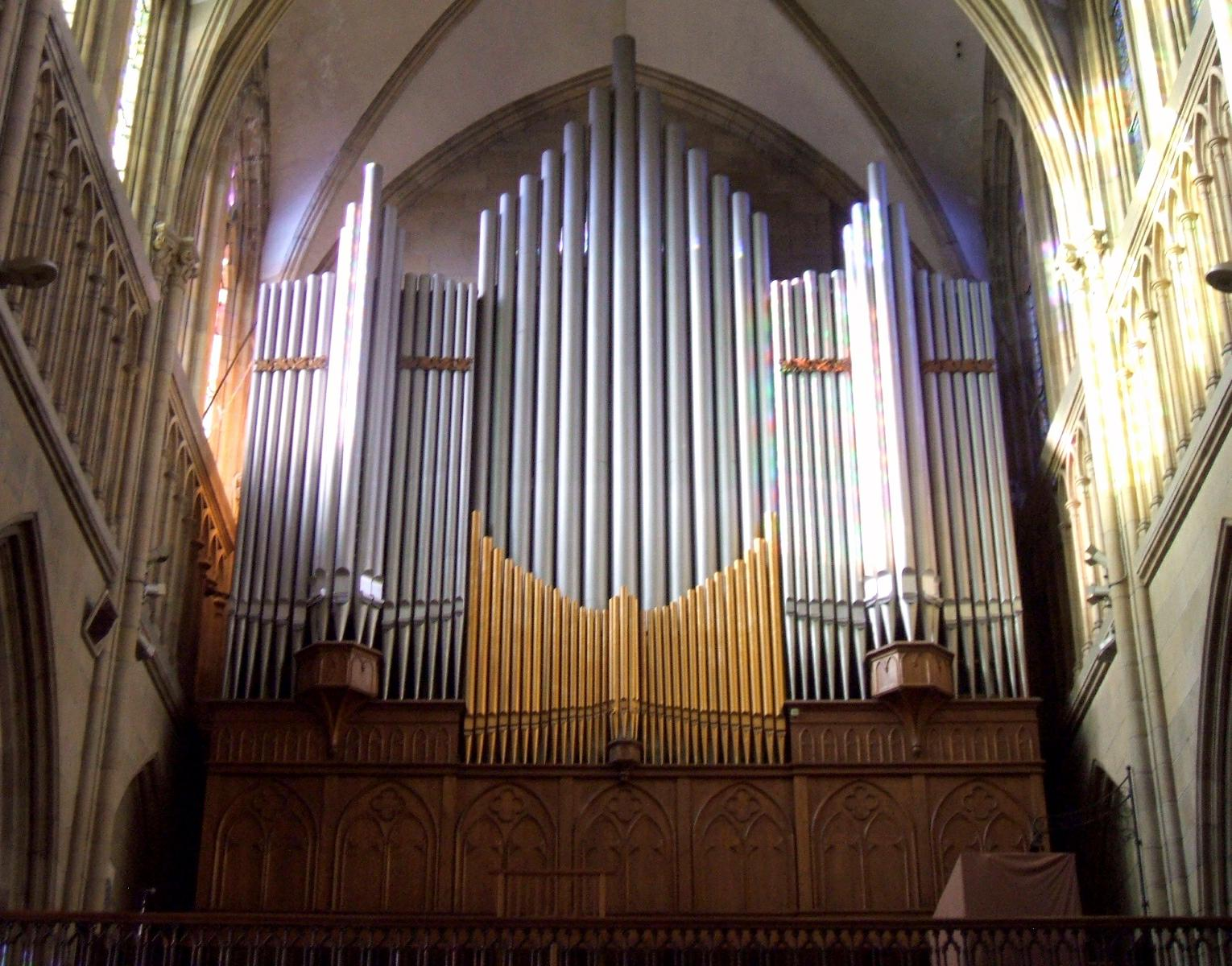
Órgano

## Accesibilidad
La Catedral celebra culto regular. Permanece abierta todos los días, en horario de mañana de 8 a 12.30 y de tarde de 17.00 a 20.00 horas. Los domingos, el horario es de 9 a 12.